# Оліветта-Сан-Мікеле
Оліветта-Сан-Мікеле (італ. Olivetta San Michele) — муніципалітет в Італії, у регіоні Лігурія,  провінція Імперія.
Оліветта-Сан-Мікеле розташована на відстані близько 470 км на північний захід від Рима, 130 км на південний захід від Генуї, 45 км на захід від Імперії.
Населення — 225 осіб (2014).

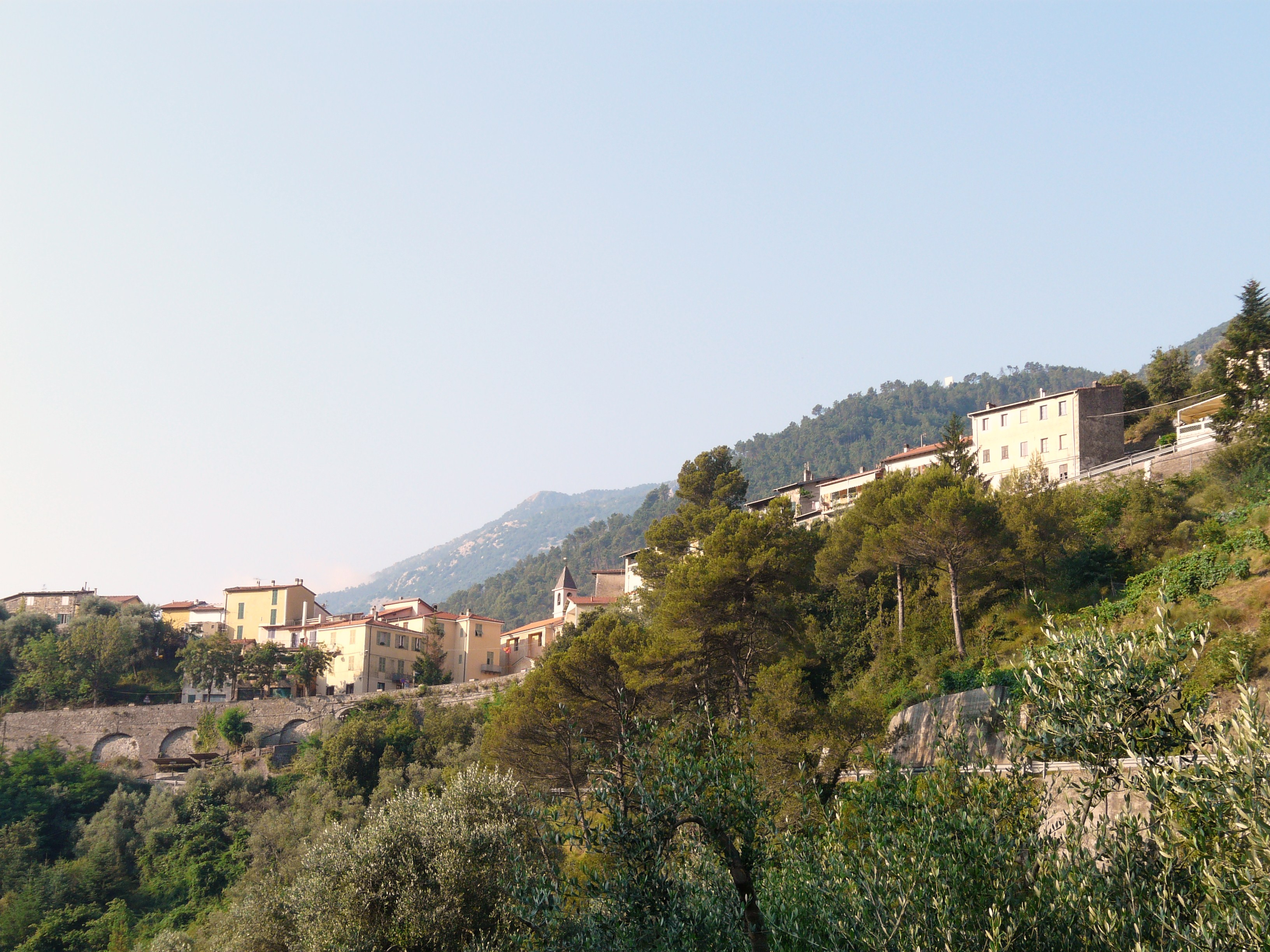

Щорічний фестиваль відбувається 13 червня. Покровитель — Sant'Antonio di Padova.

## Демографія
Населення за роками:

Станом на 1 січня 2023 року в муніципалітеті офіційно проживало 15 іноземців з 5 країн, серед них 14 громадян країн Євросоюзу.

## Сусідні муніципалітети
- Айроле
- Брей-сюр-Руая (Франція)
- Кастеллар (Франція)
- Вентімілья